# Bernard Lamy
Bernard Lamy (Le Mans, França, 15 de junho de 1640 — Ruão, 29 de janeiro de 1715) foi um matemático e teólogo francês e membro da Congregação do Oratório.

## Biografia
Aos doze anos de idade, ele foi colocado sob a tutela dos oratorianos de sua cidade natal, e logo evidenciou mais do que talento ordinário e versatilidade mental. Em 1658 ele entrou para a congregação do Oratório, e, depois de estudar filosofia em Paris e em Saumur, foi nomeado professor na faculdade de Vendôme e mais tarde em Juilly. Ele foi ordenado ao sacerdócio em 1667, e depois de ensinar alguns anos em Le Mans, foi nomeado para uma cadeira de filosofia na Universidade de Angers. Lá os seus ensinamentos foram proibidos sob a justificativa de que eram muito exclusivamente cartesianos e Rebous, o reitor da universidade, obteve em 1675 de autoridades do estado um decreto proibindo-o de continuar suas palestras. Ele foi, então, enviado por seus superiores para Grenoble, onde, graças à proteção do cardeal Le Camus, ele retomou seus cursos de filosofia. Em 1686 ele voltou para Paris, parando no seminário de St Magloire de Paris, e em 1689 ele foi enviado para Rouen, onde passou o resto de seus dias.

## Principais obras
- 1.Traité de Méchanique (Paris, 1679)
- 2.Traité de la grandeur en geral (Paris, 1680)
- 3.Les elemens de Géométrie (Paris, 1685)
- 4.Traité de perspectiva (1701).[3]